# Купиник
Купиник је насеље у Србији у општини Пландиште у Јужнобанатском округу. Према попису из 2022. било је 152 становника.

## Демографија
У насељу Купиник живи 284 пунолетна становника, а просечна старост становништва износи 46,7 година (43,8 код мушкараца и 49,8 код жена). У насељу има 146 домаћинстава, а просечан број чланова по домаћинству је 2,39.
Ово насеље је великим делом насељено Србима (према попису из 2002. године), а у последња три пописа, примећен је пад у броју становника.
|  |

| Демографија | Демографија | Демографија |
| Година      | Становника  | Становника  |
| ----------- | ----------- | ----------- |
| 1948.       | 998         |             |
| 1953.       | 978         |             |
| 1961.       | 886         |             |
| 1971.       | 735         |             |
| 1981.       | 545         |             |
| 1991.       | 408         | 388         |
| 2002.       | 349         | 365         |

| Етнички састав према попису из 2002.‍ | Етнички састав према попису из 2002.‍ | Етнички састав према попису из 2002.‍ | Етнички састав према попису из 2002.‍ | Етнички састав према попису из 2002.‍ |
| ------------------------------------ | ------------------------------------ | ------------------------------------ | ------------------------------------ | ------------------------------------ |
|                                      |                                      |                                      |                                      |                                      |
| Срби                                 | Срби                                 |                                      | 334                                  | 95,70%                               |
| Македонци                            | Македонци                            |                                      | 3                                    | 0,85%                                |
| Хрвати                               | Хрвати                               |                                      | 1                                    | 0,28%                                |
| Словаци                              | Словаци                              |                                      | 1                                    | 0,28%                                |
| Русини                               | Русини                               |                                      | 1                                    | 0,28%                                |
| Мађари                               | Мађари                               |                                      | 1                                    | 0,28%                                |
| непознато                            | непознато                            |                                      | 5                                    | 1,43%                                |

| Година пописа     | 1948. | 1953. | 1961. | 1971. | 1981. | 1991. | 2002. |
| ----------------- | ----- | ----- | ----- | ----- | ----- | ----- | ----- |
| Број домаћинстава | 235   | 237   | 223   | 200   | 169   | 155   | 146   |

| Број чланова      | 1  | 2  | 3  | 4  | 5 | 6 | 7 | 8 | 9 | 10 и више | Просек |
| ----------------- | -- | -- | -- | -- | - | - | - | - | - | --------- | ------ |
| Број домаћинстава | 52 | 45 | 16 | 18 | 9 | 4 | 1 | 0 | 0 | 1         | 2,39   |

| Пол    | Укупно | Неожењен/Неудата | Ожењен/Удата | Удовац/Удовица | Разведен/Разведена | Непознато |
| ------ | ------ | ---------------- | ------------ | -------------- | ------------------ | --------- |
| Мушки  | 146    | 46               | 81           | 15             | 4                  | 0         |
| Женски | 147    | 17               | 82           | 46             | 2                  | 0         |
| УКУПНО | 293    | 63               | 163          | 61             | 6                  | 0         |

| Пол    | Укупно                    | Пољопривреда, лов и шумарство | Рибарство                            | Вађење руде и камена | Прерађивачка индустрија       |
| ------ | ------------------------- | ----------------------------- | ------------------------------------ | -------------------- | ----------------------------- |
| Мушки  | 69                        | 37                            | 0                                    | 3                    | 10                            |
| Женски | 33                        | 17                            | 0                                    | 0                    | 6                             |
| УКУПНО | 102                       | 54                            | 0                                    | 3                    | 16                            |
| Пол    | Производња и снабдевање   | Грађевинарство                | Трговина                             | Хотели и ресторани   | Саобраћај, складиштење и везе |
| Мушки  | 1                         | 5                             | 1                                    | 2                    | 2                             |
| Женски | 0                         | 0                             | 2                                    | 2                    | 0                             |
| УКУПНО | 1                         | 5                             | 3                                    | 4                    | 2                             |
| Пол    | Финансијско посредовање   | Некретнине                    | Државна управа и одбрана             | Образовање           | Здравствени и социјални рад   |
| Мушки  | 0                         | 1                             | 5                                    | 0                    | 0                             |
| Женски | 0                         | 0                             | 1                                    | 1                    | 3                             |
| УКУПНО | 0                         | 1                             | 6                                    | 1                    | 3                             |
| Пол    | Остале услужне активности | Приватна домаћинства          | Екстериторијалне организације и тела | Непознато            | Непознато                     |
| Мушки  | 1                         | 0                             | 0                                    | 1                    | 1                             |
| Женски | 1                         | 0                             | 0                                    | 0                    | 0                             |
| УКУПНО | 2                         | 0                             | 0                                    | 1                    | 1                             |